# Richard Lydekker

Mapa del Sunda i Sahul, amb les línies de Wallace, Weber i Lydekker.

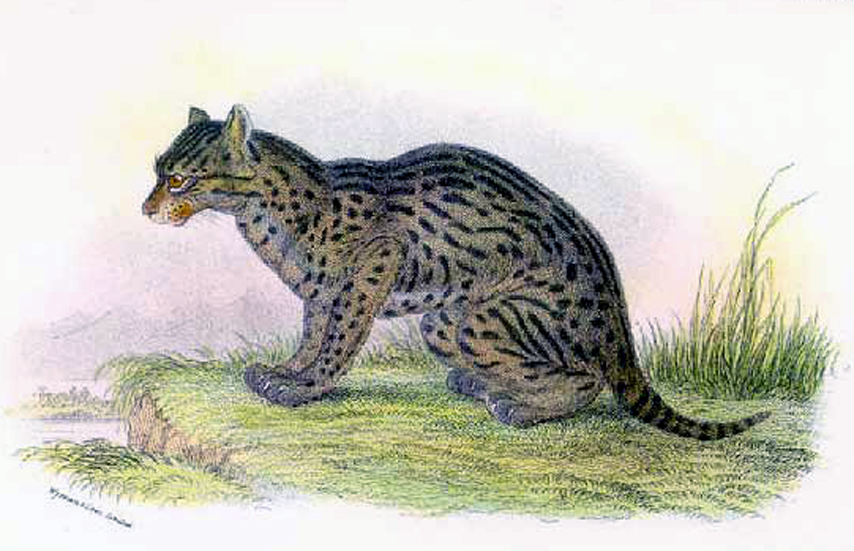
Prionailurus viverrinus, una il·lustració d'un llibre de Lydekker.

 Richard Lydekker  (Londres, 25 de juliol de 1849 - Harpenden, 16 d'abril de 1915) fou un naturalista anglès, geòleg i autor de nombrosos llibres sobre història natural. És conegut per haver delimitat a través d'Indonèsia la frontera biogeogràfica que separa Wallacea, a l'oest, d'Austràlia-Nova Guinea, coneguda ara com a línia de Lydekker.

## Biografia
Richard Lydekker va néixer a Londres, fill de G.W. Lydekker. Va estudiar al Trinity College (Cambridge), on va obtenir el seu Bachelor of Arts en Ciències Naturals (1872). El 1874 es va unir al Servei Geològic de l'Índia i va fer estudis de la paleontologia de vertebrats del nord de l'Índia (especialment en Caixmir). El 1882 va tornar a Londres i es va casar amb Lucy Marianne Davys, de la qual va tenir dos fills i tres filles. Des 1882-1896 va ser el catalogador responsable dels fòssils de mamífers, rèptils i aus al Museu d'Història Natural de Londres, i després, de l'exposició dels mamífers.
Els seus llibres inclouen  A Manual of Palaeontology  (1889) [Un manual de Paleontologia] (amb Henry Alleyne Nicholson) i  The Wild Animals of India, Burma, Malaia, and Tibet  [Els animals salvatges de l'Índia, Birmània, Malàisia i el Tibet].
Lydekker també va ser influent en la ciència de la biogeografia. El 1895 delinear una coneguda frontera biogeogràfica a través d'Indonèsia, coneguda ara com a línia de Lydekker, i que separa Wallacea, a l'oest, d'Austràlia-Nova Guinea, a l'est.
Lydekker escriure la  Royal Natural History London  (1893-1894) [Història Natural de Londres Reial], amb Frederick Warne, una obra popular en sis volums.
Va ser membre de la Royal Society el 1894 i va rebre la medalla Lyell el 1902.

## Obres
- Indian Tertiary Vertebrat .
- Geology of Kashmir .
- Catalogues of Fossil Mammals .
- Rèptils and Birds in British Museum  (en deu volums).
- Phases of Animal Life.
- Life and Rock ' '.
- Geographical History of Mammals.
- A Manual of Palaeontology  (dos volums, 1889), en col·laboració amb Henry Alleyne Nicholson (1844-1899).
- The Deer of All Lands .
- Cats and carnívors  (1894).
- Wild Oxen, Shep and Goats of All Lands .
- The Great and Small Game of Neuropa, North and West Àsia, and America .
- Descriptions of South American Fossil Animals .
- Mostly Mammals .
- Horns and Hoofs .
- The Game Animals of India, Burma and Tibet .
- The Game Animals of Africa .
- The Sportsman's British Birds .
- A Trip to Pilawin .
- A Geography of Hertfordshire .
- The Horse and its Relatives .
- The Sheep and its Cousins .
- The Ox and its Kindred .
- An Introduction to the Study of Mammals  (1891), en col·laboració amb Sir William Henry Flower (1831-1899).
- The Royal Natural History  (1893-1896).